# Altaba
Altaba é a empresa anunciada como herdeira de parte dos negócios do Yahoo! após a venda da empresa para o grupo Verizon. Em julho de 2016, Verizon anunciou a compra de parte do negócios do Yahoo!. Este negócio, que divide a empresa em duas, inclui a aquisição dos serviços de Internet, como blogs, notícias, emails e busca e será integrada à AOL, já pertencente ao grupo Verizon.
A parte não adquirida pela Verizon será incorporada pelo grupo chinês Alibaba, tornando-se a nova empresa Altaba, cujo nome é a combinação de "alternativo" e Alibaba. Esta nova empresa inclui a área de patentes e a participação do Yahoo! em outras companhias.

## Investimentos
A Altaba possui Excalibur IP, LLC, uma empresa de patentes, e controla um interesse significativo no Yahoo! Japan e no Alibaba Group, e  também possui investimentos minoritários em empresas como a Hortonworks, Inc., Snap Inc., Gomaji Corp., Ltd, Envestnet, Inc., Qumu Corporation, SeatGeek, Inc., Protagenic Therapeutics, Inc, Eastman Kodak Company e na Paperless Inc..